# Ačkun
Ačkun je priimek v Sloveniji, ki ga je po podatkih Statističnega urada Republike Slovenije na dan 1. januarja 2010 uporabljalo 19 oseb in je med vsemi priimki po pogostosti uporabe uvrščen na 13.355. mesto.

## Znani nosilci priimka
- Ernest Ačkun (1930—2001), klarinetist in pedagog